# Sinagoga de Ostia

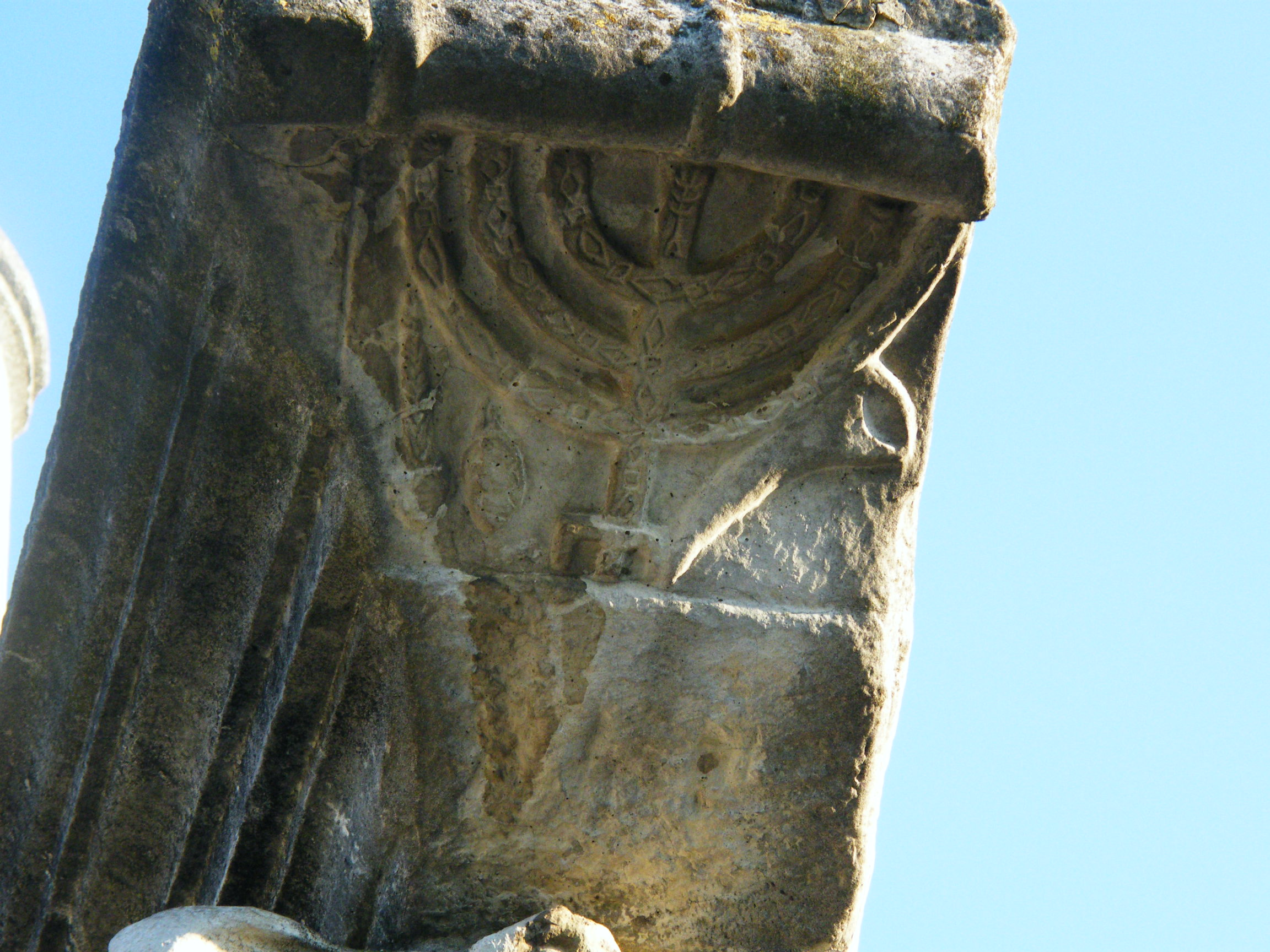
Detalhe de um relevo de uma menorá em uma coluna

A Sinagoga de Ostia é uma sinagoga antiga localizada na antiga Ostia, o porto marítimo da Roma Imperial. É uma das mais antigas sinagogas do mundo, a mais antiga sinagoga da Europa e a mais antiga sinagoga judaica já descoberta fora de Israel. O edifício da sinagoga data do reinado de Cláudio (41-54 d.C) e continuou a ser usado como sinagoga no século V d.C.
Há um debate académico sobre o status do edifício da sinagoga no século I d.C, com alguns sustentando que o edifício começou como uma casa apenas mais tarde convertida para uso como sinagoga, e outros argumentando que estava em uso como uma sinagoga desde o Primeiro século.